# جمنا (رود)
جَمُنا (یا آوانویسی شده از روی انگلیسی به صورت یامونا؛ Yamuna) (به هندی: यमुना، به اردو: جمنا، به بنگالی: যমুনা)، رودی مقدس برای هندوها در شمال هندوستان است که از کوه‌های هیمالیا سرچشمه گرفته و با جریان یافتن عمدتاً به‌سمت جنوب شرقی در الله‌آباد به رود گنگ می‌پیوندد. این رود یکی از بزرگ‌ترین شاخه‌های رود گنگ است. رود جمنا غالباً در هیبت یمی، دختر خورشید و خواهر دوقلوی یما، خدای مرگ تجسم می‌شود.

## مشخصات
رود جمنا، رودی به طول تقریبی ۱۳۷۰ یا ۱۳۷۶ کیلومتر است. این رود که یکی از رودهای مهم شمال هند به‌ویژه در ایالت‌های اوتاراکند و اوتار پرادش به‌شمار می‌رود، درعین حال یکی از مقدس‌ترین رودهای این کشور است. این رود از دامنه‌های کوه باندارپونچ در هیمالیا در نزدیکی یمنتری در اوتاراکند سرچشمه می‌گیرد و در کوهپایه‌های هیمالیا به سمت جنوب جریان می‌یابد. پس از گذر از دهلی و تغذیهٔ آبراه آگرا، در جنوب دهلی به‌سمت جنوب شرقی تغییر مسیر داده و درحالی‌که اینک به‌طور کامل در ایالت اوتار پرادش جریان دارد، از آگره، فیروزآباد و اتاوه می‌گذرد. شماری از ریزابه‌های جنوبی در جنوب اِتاوه به جمنا می‌پیوندد که از میان آن‌ها، رودهای چامبال، سند، بتوا و کِن بزرگ‌ترینشان هستند. رود جمنا در نزدیکی الله‌آباد به رود گنگ می‌پیوندد که محل تلاقی این دو رود، مکانی مقدس برای هندوهاست.
بناهای تاریخی بسیاری همچون تاج محل در آگرا در امتداد کرانه‌های جمنا ساخته شده‌اند. این رود پیش‌تر شریانی تجاری برای منطقه بود اما امروزه منبعی برای آبیاری ایالت‌های اوتار پرادش و پنجاب به‌شمار می‌رود و درعین حال، میزان آلودگی آب‌های آن به‌ویژه در ناحیهٔ دهلی، بسیار زیاد است. در نتیجه رود جمنا به‌جز فصل بارندگی موسوم به مانسون، بسیار آلوده و کم‌آب بوده و در فصل تابستان، با توجه به میزان آب برداشتی از آن توسط کانال‌های مختلف، به جویباری کوچک در بالادست آگرا تبدیل می‌شود.
کانال‌ها یا آبراه‌های جمنای شرقی، جمنای غربی و آگره، مهم‌ترین کانال‌های موجود در مسیر رود جمنا هستند.

## نگارخانه

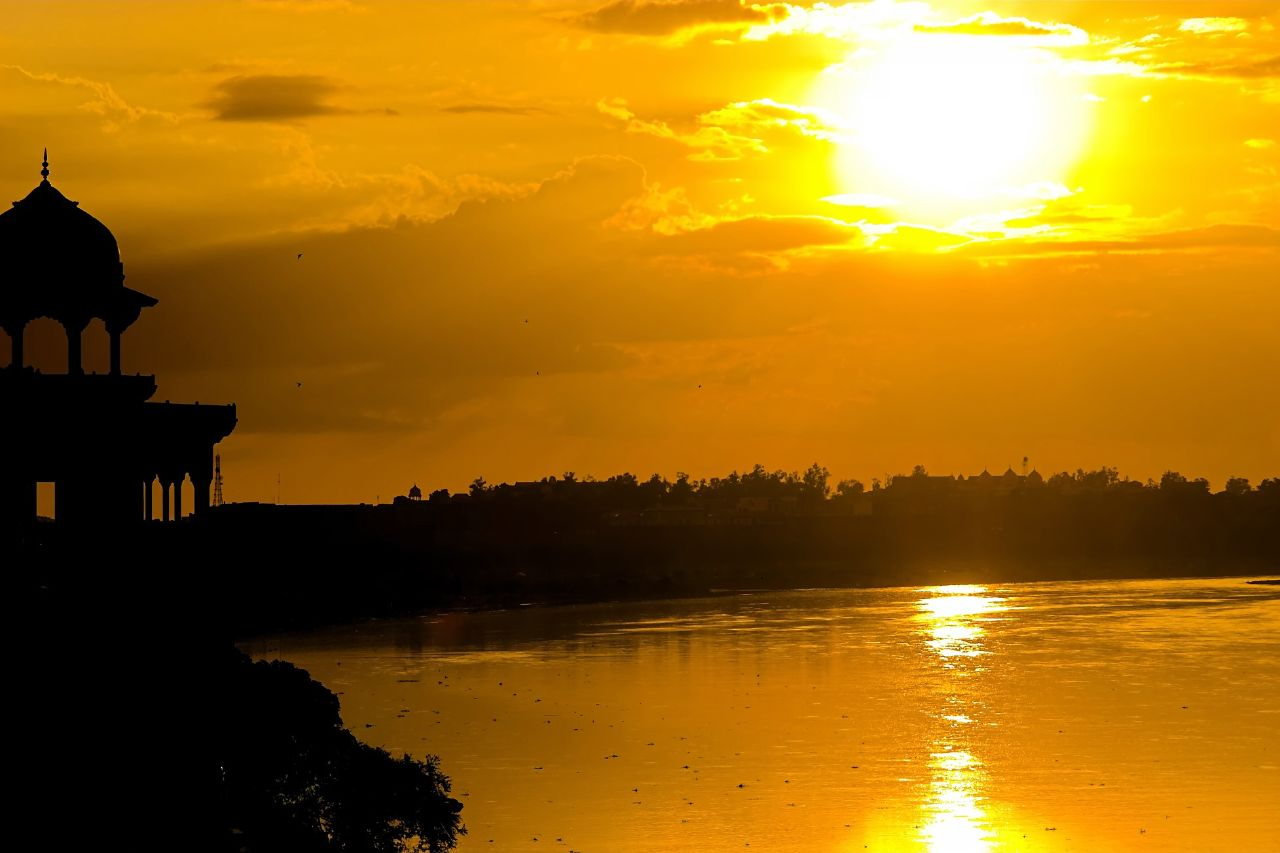
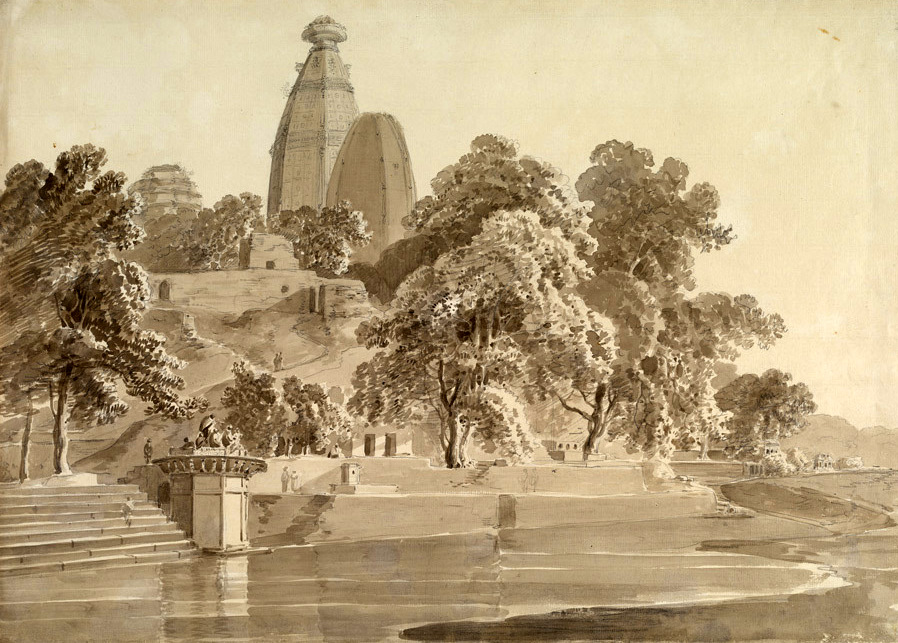
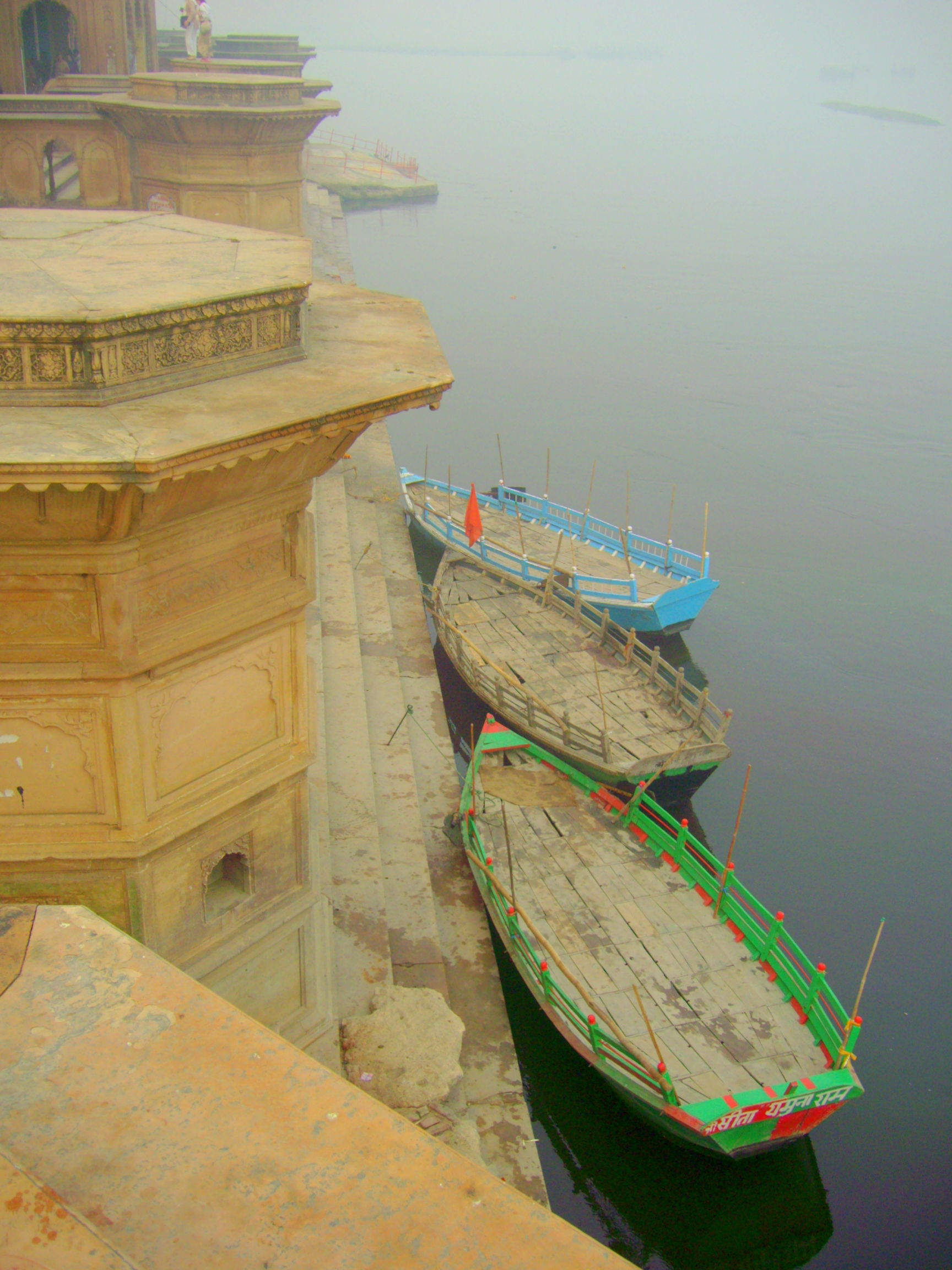
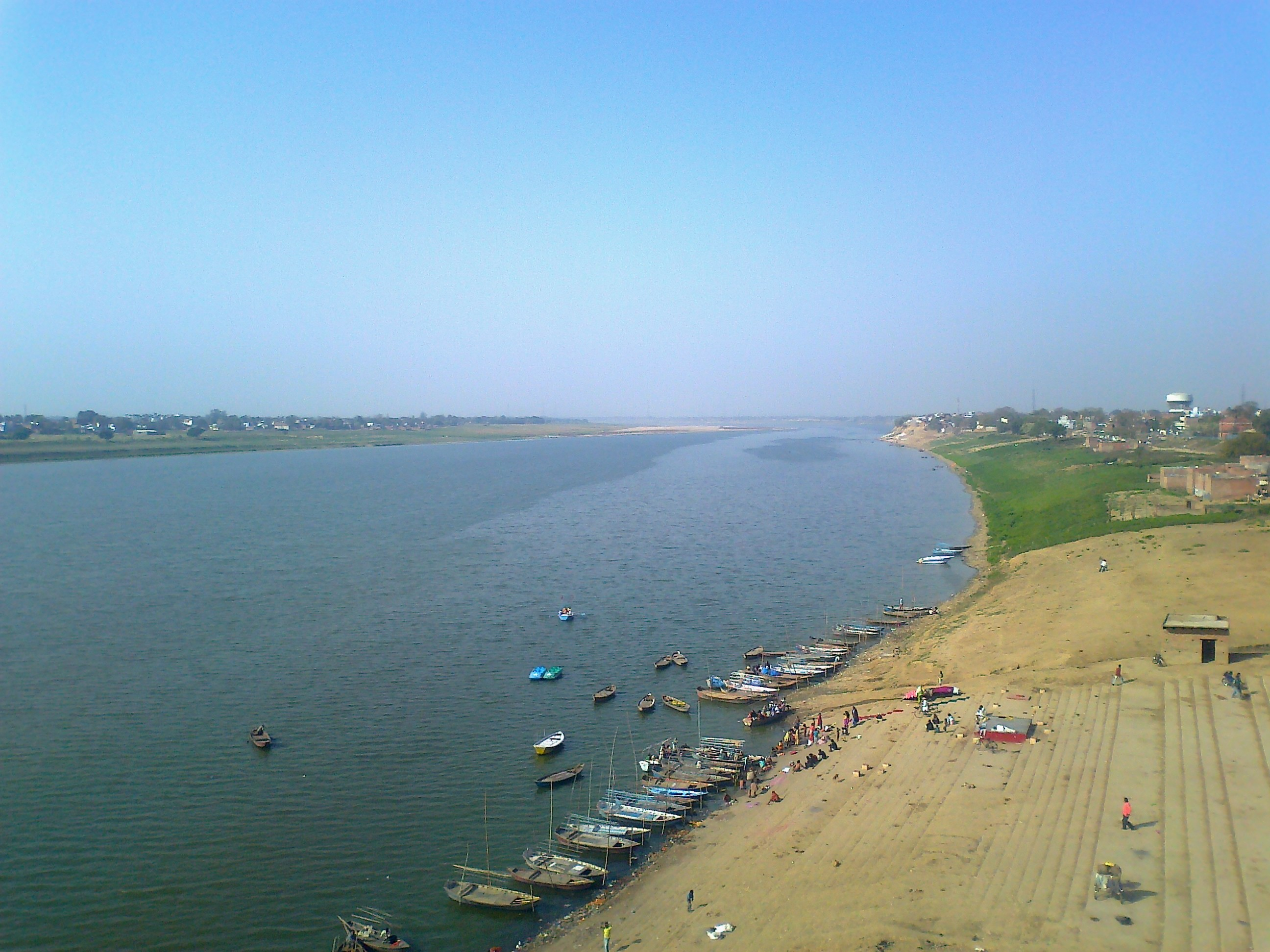
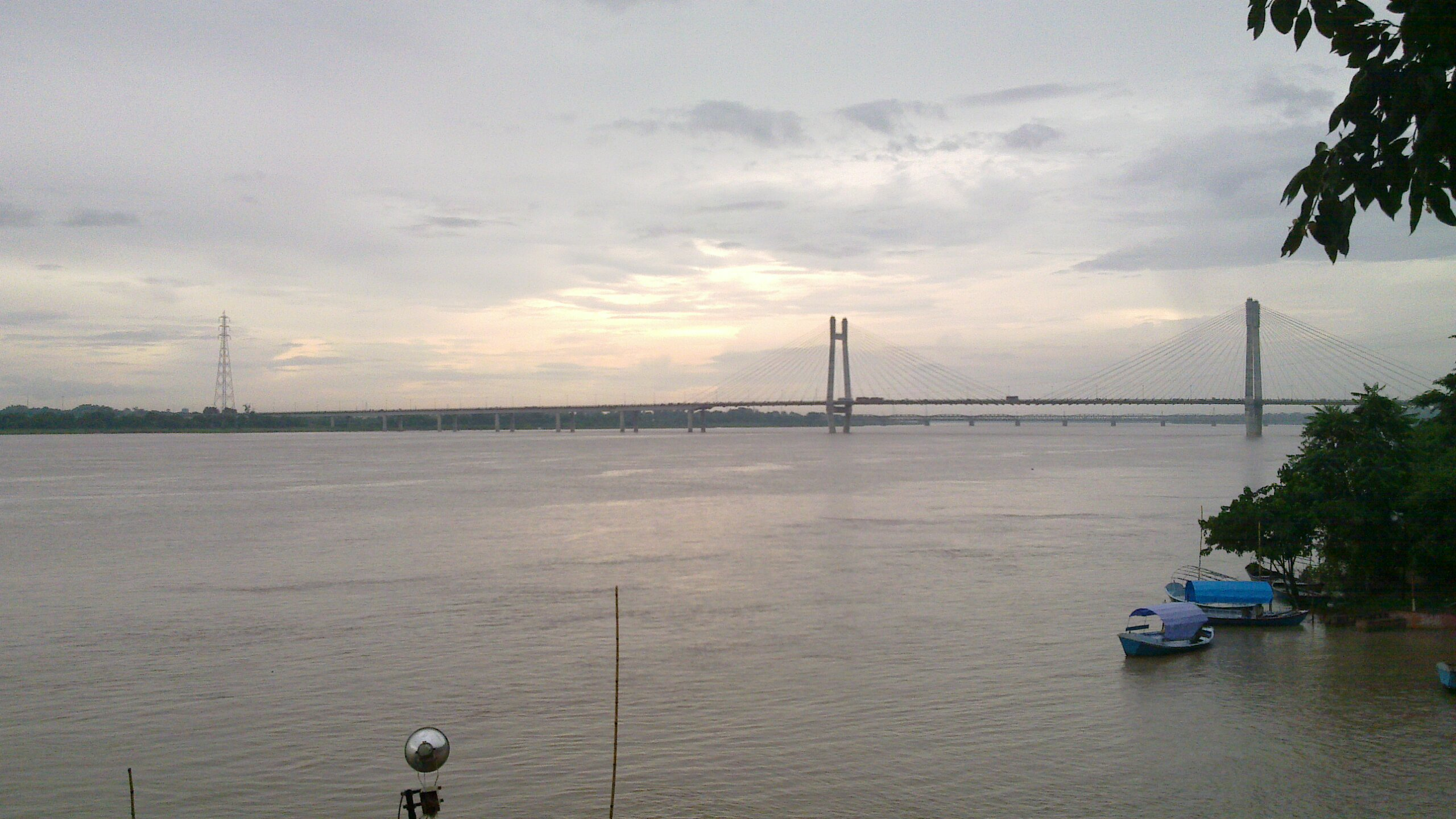